# إسارية
الفصيلة الإسارية أو العنمية (نسبة إلى العنم) أو الحَضَاليَّات أو الدِّبْقِيَّة فصيلة نباتية من رتبة الصندليات. تضم 75 جنساً تشمل حوالي 1100 نوع من النباتات معظمها شبه طفيلية.

## من أجناسها
- الإسار (باللاتينية: Loranthus)